# Orlando Villas-Bôas
Orlando Villas-Bôas (ur. 12 stycznia 1914 w Santa Cruz do Rio Pardo, zm. 12 grudnia 2002 w São Paulo) – brazylijski etnolog, odkrywca i pisarz.
Od 1945 prowadził badania plemion Indian mieszkających nad rzeką Xingu. Był rzecznikiem ochrony ich tradycyjnych metod egzystencji przed wpływami cywilizacji. W 1961 został dyrektorem Parku Narodowego Xingu.
Pracował wspólnie ze swoimi braćmi: Claudiem (1916–1998, napisali razem 12 książek) i Leonardem (1918–1961).
W 2004 został pośmiertnie odznaczony brazylijskim Orderem Zasługi dla Kultury.